# Xã Ora, Quận Jackson, Illinois
Xã Ora (tiếng Anh: Ora Township) là một xã thuộc quận Jackson, tiểu bang Illinois, Hoa Kỳ. Năm 2010, dân số của xã này là 514 người.